# Marica Gregorič-Stepančič
Marica Gregorič-Stepančič (Triëst, 2 december 1874 - aldaar, 16 februari 1954) was een Sloveens schrijfster en dichteres. Als lerares was zij werkzaam aan meerdere scholen in en rondom Triëst. Zij bereisde geheel Europa, met uitzondering van Rusland. Zij publiceerde veelal in de Sloveense tijdschriften van Triëst en was redactrice van het tijdschrift Jadranka. Veelal schreef zij onder de pseudoniemen Rodoljubka, Kraševka en Tržačanka. Haar reisverhalen en dramaturgische werken worden nog regelmatig gedrukt resp. opgevoerd.
De basisschool in Sant'Anna (Sloveens: Sveta Ana) in Triëst is naar Marica Gregorič-Stepančič vernoemd.

## Werken
- Otroški oder (1910)
- Pravljice (1910)
- Veronika Deseniška (1911)
- Uppsalska katedrala (1912)
- Izlet po Balkanu (1912)

- Istituto Centrale per il Catalogo Unico: PUVV292992
- Virtual International Authority File: 90276330